# Izabella Zielińska
Izabella Zielińska (10. prosince 1910 – 20. listopadu 2017) byla polská koncertní klavíristka. Narodila se ve vesnici Klimkówka a základní školu navštěvovala ve městě Sanok. Následně studovala na lyceu ve Lvově. V roce 1930 odešla do Belgie, kde pokračovala ve studiu. Později se ve Lvově zdokonalovala ve hře na klavír. Počínaje rokem 1935 vystupovala veřejně pod jménem Iza Ostoia. V jejím repertoáru byly například skladby od Johanna Sebastiana Bacha a Ludwiga van Beethovena, ale také polských skladatelů, jako byli Ignacy Jan Paderewski a Karol Szymanowski. Roku 1942 se provdala za Bogdana Zielińskiho. Po válce se opět věnovala aktivnímu hraní, stejně jako pedagogické činnosti.